# Řád Ludvíkův
Řád Ludvíkův (německy: Ludwigsorden) bylo státní vyznamenání Hesenského velkovévodství založené roku 1807. Udílen byl až do abdikace posledního hesenského vévody v roce 1918.

## Historie a pravidla udílení
Řád byl založen 25. srpna 1807 hesenským velkovévodou Ludvíkem I. Hesenským. Nově založený řád neměl žádné stanovy ani speciální název. Oficiální stanovy a název řádu zavedl až Ludvíkův syn Ludvík II. Hesenský dne 14. prosince 1831. Původně byl řád udílen v pěti třídách, které byly označeny římskými číslovkami. Během reformy řádu v roce 1831 byly jednotlivé třídy přejmenovány. V roce 1853 byla k řádu přidána zlatá medaile. Stříbrná medaile byla k řádu přidána v roce 1859. V roce 1912 reformoval stanovy řádu hesenský velkovévoda Arnošt Ludvík Hesenský. Během této reformy byly sjednoceny třídy rytíře I. třídy a rytíře II. třídy do jediné třídy rytíře. Při příležitosti 25. výročí své vlády přidal roku 1917 Arnošt Ludvík k řádu třídu řetězu. Po vypuknutí první světové války byl řád vyhlášen vojenským záslužným řádem. Po rozpadu monarchie v roce 1918 řád zanikl.
Přestože byl hesenský dvůr díky své poloze uprostřed Evropy i díky chytré manželské politice jedním z předních míst diplomatických vztahů v 19. století a hesenští panovníci byli příbuznými britské, dánské, norské, španělské, bulharské, švédské, pruské, ruské i řecké královské rodiny, byl Řád Ludvíkům udílen pouze zřídka. Častěji byl hesenskou vládou udílen Řád Filipa Velkomyslného.

## Třídy
Původně bylo vyznamenání udíleno v pěti třídách bez speciálního pojmenování, k rozlišení tříd se používaly pouze římské číslovky I až V. Až během reformy v roce 1831 byly jednotlivým třídám přiřazeny speciální názvy. V roce 1853 byla k řádu přidána zlatá medaile a v roce 1859 medaile stříbrná. V roce 1917 byl k řádu připojen i řetěz.
- řetěz
- velkokříž (I. třída) – Řádový odznak se nosil na široké stuze spadající z pravého ramene na protilehlý bok. Osmicípá řádová hvězda se nosila nalevo na hrudi.
- komtur I. třídy (II. třída) – Řádový odznak se nosil na stuze kolem krku. Řádová hvězda se nosila nalevo na hrudi.
- komtur II. třídy (III. třída) – Řádový odznak se nosil na stuze kolem krku. Řádová hvězda této třídě již nenáležela.
- rytíř I. třídy (IV. třída)
- rytíř II. třídy (V. třída)
- zlatá medaile
- stříbrná medaile

## Insignie
Řádový odznak má tvar černě smaltovaného maltézského kříže s hroty zakončenými zlatými kuličkami. Ramena kříže jsou zdobena červeným smaltem a jsou zlatě lemována. Uprostřed je kulatý medailon. V jeho středu je na červeně smaltovaném pozadí zlatá iniciála zakladatele řádu obklopená zlatý vavřínovým věncem. Medailon je lemován bíle smaltovaným kruhem se zlatým nápisem FÜR VERDIENSTE. Na zadní straně je uprostřed medailonu nápis na čtyřech řádcích GOTT • EHRE • VATER • LAND. V tomto případě je v bíle smaltovaném kruhu zeleně smaltovaný vavřínový věnec. Ke stuze je odznak připojen pomocí přechodového prvku ve tvaru zlaté koruny. V případě udělení řádu za mimořádné zásluhy byl odznak zdoben diamanty a rubíny.
Řádová hvězda v případě třídy velkokříže má tvar osmicípé hvězdy s cípy složenými z různě dlouhých paprsků. Uprostřed je kulatý medailon svým vzhledem odpovídající medailonu z řádového odznaku nacházejícím se na jeho zadní straně. V případě třídy komtura I. třídy má řádová hvězda tvar řádového odznaku s medailonem odpovídajícím jeho zadní straně. V tomto případě jsou mezi rameny kříže stříbrné paprsky.

Stuha je černá se širokými červenými pruhy při obou okrajích.

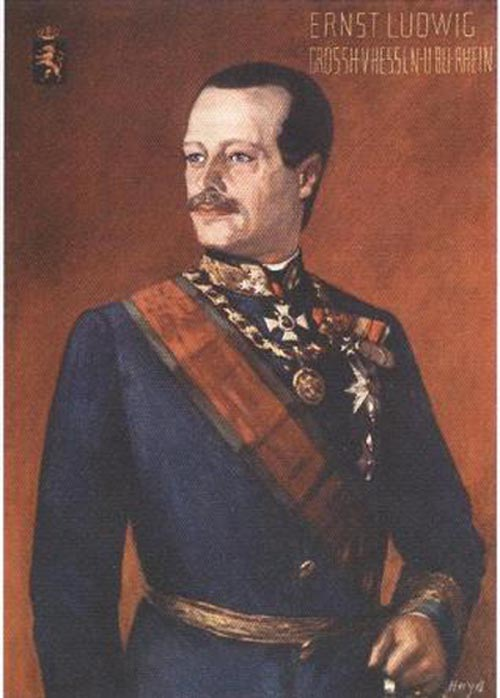
Arnošt Ludvík Hesenský v uniformě zdobené mj. šerpou Řádu Ludvíkova